# Ambrose Mandvulo Dlamini
Ambrose Mandvulo Dlamini (Mbekelweni, 5 marzo 1968 – Johannesburg, 13 dicembre 2020) è stato un politico e banchiere swati, nominato Primo Ministro dello Swaziland nell'ottobre 2018 in sostituzione di Barnabas Sibusiso Dlamini, morto un mese prima. In precedenza era stato direttore di diverse banche e aveva fatto parte della società di telecomunicazioni MTN Swaziland. Rimase in carica sino alla morte, avvenuta in Sudafrica il 13 dicembre del 2020, per complicazioni da COVID-19.

## Biografia
Dlamini nacque il 5 marzo 1968 a Mbekelweni, nella regione di Manzini, in Eswatini. Il suo bisnonno, il principe Malunge, era zio del re Sobhuza II. Dlamini era sposato con Portia Thwala-Dlamini, ed ebbero tre figli. Si laureò presso l'allora Università dello Swaziland e conseguì un MBA presso l'Università di Hampton.
Dlamini lavorò nel settore bancario per più di 18 anni, ricoprendo il ruolo di amministratore delegato di Nedbank dal 2003 al 2010.  Dal 2010 al 2018 fu CEO della società di telecomunicazioni MTN Eswatini, parte del gruppo sudafricano MTN. Nel 2017 approvò la sponsorizzazione da parte dell'azienda degli MTN SWAMA Awards, una cerimonia tenuta dall'Associazione delle Arti e della Musica dello Swaziland (SWAMA).

### Primo Ministro dell'Eswatini
Il 27 ottobre 2018, il re Mswati III annunciò in un incontro presso il kraal reale di Lobamba che Dlamini sarebbe stato il prossimo primo ministro del paese dopo le elezioni del 2018, subentrando a Barnabas Sibusiso Dlamini, morto il mese precedente. All'epoca, Dlamini non aveva precedenti esperienze di governo. È stato il più giovane capo di governo nella storia dello Swaziland.  L'ambasciatrice statunitense Lisa J. Peterson definì la nomina di Dlamini incostituzionale, in quanto all'epoca non era membro della Camera dell'Assemblea.
Come nuovo primo ministro, Dlamini annunciò che avrebbe lavorato  a un piano di "ripresa economica" per il paese. In preparazione, tagliò le spese governative non essenziali riutilizzando il veicolo ufficiale del suo predecessore, vietando i viaggi aerei di prima classe per politici e dipendenti governativi e limitando i viaggi internazionali ufficiali. L'anno successivo, dovette difendere la decisione del governo di sospendere gli adeguamenti del costo della vita per i dipendenti del settore pubblico. Nel 2020 pubblicò articoli di opinione su Business Day e Financial Mail che delineavano i piani per sviluppare l'economia migliorando la facilità di fare affari nel paese e sostenendo la diversificazione economica.

### Morte e successione
Dlamini aveva il diabete e il 15 novembre 2020 è risultato positivo al COVID-19 durante la pandemia in Eswatini. È stato ricoverato in ospedale otto giorni dopo aver sviluppato sintomi lievi.  All'inizio di dicembre, quando il vice primo ministro Themba N. Masuku aveva appena detto che si trovava in condizioni stabili e rispondeva alle cure, è stato trasferito in un ospedale in Sudafrica. È morto lì il 13 dicembre all'età di 52 anni, per complicazioni del COVID. È stato il primo governante di un paese a morire in carica a causa della pandemia.
Secondo la Costituzione dell'Eswatini, Themba Masuku avrebbe dovuto essere primo ministro ad interim per un periodo massimo di tre mesi.  Masuku ha invece tenuto l'incarico per quasi sette mesi, fino al luglio 2021, quando il re Mswati lo ha sostituito con Cleopas Dlamini.